# تريفور هال
تريفور هال (بالإنجليزية: Trevor Hall)‏ هو مغني أمريكي، ولد في 28 نوفمبر 1986.

## وصلات خارجية
- الموقع الرسمي
- تريفور هال على موقع ميوزك برينز (الإنجليزية)
- تريفور هال على موقع أول ميوزيك (الإنجليزية)
- تريفور هال على موقع ديسكوغز (الإنجليزية)